# Sinopodisma aurata
Sinopodisma aurata är en insektsart som beskrevs av Ito, G. 1999. Sinopodisma aurata ingår i släktet Sinopodisma och familjen gräshoppor. Inga underarter finns listade i Catalogue of Life.